# Francine Kaufmann
Pour les articles homonymes, voir Kaufmann.
Francine Kaufmann, née le 7 juin 1947 à Paris, est une universitaire et une journaliste juive française, professeur retraitée de l'université Bar-Ilan en Israël, spécialiste de la Shoah, traductrice et interprète, réalisatrice de radio et de télévision. Elle est la fille de Sylvain Kaufmann, personnalité française du judaïsme et survivant de la Shoah, et de Sophie Sarah Rosenberg, conservateur du Musée d'Art juif de la rue des Saules à Paris, de 1974 à 1998, et poète (Les Mots défenestrés, éditions Jean d'Hallouin, Paris 1970).

## Biographie
Francine Kaufmann est née à Paris le 7 juin 1947,. Elle est la fille de Sylvain Kaufmann (Sali ou Sally Kaufmann, né le 8 mars 1914 à Metz et mort le 14 août 1996 à Paris, survivant de la Shoah, homme d'affaires, personnalité française du judaïsme, et auteur de deux livres de témoignage sur la déportation : Au-delà de l'enfer et Le livre de la mémoire . Ses parents se rencontrent au Camp de Drancy.
Sa mère, Sophie-Sarah Rosenberg est née le 21 décembre 1925 à Metz  et morte le 29 décembre 2019 à Paris. Libérée de Drancy en 1942, car elle est Française âgée de moins de 17 ans et fille d'une employée de l'UGIF, elle s'engage en mars 1943 dans la Résistance, chez les Francs-tireurs et partisans - Main-d'œuvre immigrée (FTP-MOI), bataillon Liberté à Grenoble et Carmagnole à Lyon.
Francine Kaufmann a un frère, Alain-Moché Kaufmann, rabbin à Bnei Brak (Israël). Il est Directeur d'un Institut talmudique pour adultes (Roch Kollel) et auteur notamment de Lev Avoth al Banim, ouvrage reconnu dans le domaine de l’éducation. Leur sœur, Laurence Kaufmann, a longtemps travaillé pour Antenne 2 avant d'ouvrir sa propre société : IDM. Titulaire d'un DEA de Communication, elle a été chargée de cours à la Sorbonne.

### Études
Francine Kaufmann fait ses études secondaires à l'École Yabné. Dans le cadre des accords culturels signés entre la France et Israël en 1962, qui admettent l'hébreu comme langue étrangère au baccalauréat français Voir Anna Boschetti, ''L'espace culturel transnational,'' 2010, p. 331, elle passe ses deux parties du baccalauréat (1963 et 1964) avec l'hébreu comme première langue. A la rentrée 1964, elle entre à l'Université de Nanterre, encore en construction mais qui vient d'ouvrir. Elle fera partie de sa première promotion en Sciences humaines, en 1967. Cette année-là, elle obtient une double Licence d’enseignement : Lettres modernes en langue et littérature françaises de l'Université de Paris-X-Nanterre, et Langue et littérature hébraïque de l'Université de Lille. L'année suivante, elle achève un diplôme supérieur en Langue et littérature hébraïques et Civilisation d’Israël et du Moyen-Orient de l’Institut national des langues et civilisations orientales (Langues O.), et obtient une maîtrise d’enseignement de Lettres modernes, à l'Université de Paris X-Nanterre, après avoir déposé son mémoire en mai 68, en pleine Révolution des Étudiants. Dirigé par Jacques Truchet, il a pour titre : Dieu, les dieux et le divin dans le Théâtre de Racine. En 1968-69, elle reçoit une bourse d'études du ministère israélien des Affaires étrangères pour commencer un doctorat de littérature comparée sur ce qu'on appelait encore "la littérature de l'Holocauste", sous la direction du professeur Guy Michaud, de l'université de Nanterre. Après une année passée en Israël, elle est pressentie par le professeur et rabbin René Samuel Sirat comme assistante d'hébreu du nouveau département qui va s'ouvrir à la Sorbonne nouvelle (sous la direction de Georges Vajda). Son sujet de doctorat évolue avec les années et sous le nouveau régime, c'est un Doctorat de troisième cycle  en Littérature française, qu'elle soutient en mai 1976 à Paris-X-Nanterre sur "Le Dernier des Justes d’André Schwarz-Bart : genèse, structure, signification". Voir Josiane Duranteau, "André Schwarz-Bart à Nanterre", ''Le Monde'', 14 mai 1976, p. 18 .
Elle complète sa formation par un diplôme de l’Institut de Communication Publique de l’Université de Boston en 1984.

### Enseignement
Francine Kaufmann  est assistante de langue et de littérature hébraïques à l'université de Paris III de 1969 à 1974, ainsi qu’à l’INALCO et à l’Université de Vincennes, Paris VIII, avant de s’installer à Jérusalem en 1974.
Elle enseigne de 1974 à 2011 à l’Université Bar-Ilan, à Ramat-Gan, en Israël, au Département de Traduction, d'Interprétation et de Traductologie, qu’elle dirige à deux reprises. Elle est aujourd'hui professeur des universités à la retraite. Depuis 2006, elle fait partie du corps enseignant de l'Institut Elie Wiesel, à Paris. Elle y a notamment donné un Mook sur la littérature hébraïque : période biblique, en 2016-2017 , et assuré des séminaires annuels de quelques semaines sur la Traduction biblique, l'hébreu, la Tour de Babel, André Schwarz-Bart, André Neher, etc. Elle y donne chaque année des conférences dans le cadre des Lundis de Wiesel.

### Journaliste et réalisatrice
Francine Kaufmann a collaboré à de nombreux journaux et revues de la presse juive : L'Arche  Voir par exemple la Table des auteurs de l'année 1972 dans ''L'Arche'' n° 191, 26/1 au 25/2 1973, p. 66, Information juive, Les Nouveaux Cahiers, Ariel, Amitiés France-Israël, La Terre retrouvée  Voir par exemple la publicité dans ''La Terre retrouvée'' n° 12, du 1er mars 1973 , Tribune juive, Hamoré, le Jerusalem Post, édition française. Elle a aussi été reporter, présentatrice et speakerine pour différents médias, ainsi que documentaliste, assistante de réalisation puis réalisatrice à part entière. D'abord à la télévision française où elle a travaillé de 1970 à 1998 aux côtés du rabbin Josy Eisenberg, producteur délégué et animateur des émissions juives du dimanche matin : La Source de Vie, Lire l'interview du rabbin Josy Eisenberg dans ''Amitiés France-Israël'' n° 198, mai 1973, pp 31 et 33. Il évoque la participation de Francine Kaufmann p. 33 et À Bible ouverte. A cette époque, la participation de femmes dans des émissions religieuses était rare. Parmi ses contributions les plus importantes : de nombreux magazines littéraires, religieux (sur les fêtes et sur le rituel), sur la philatélie israélienne, Voir ''L'Écho de la philatélie'' du 1er octobre 1984, p. 28 , et des séries historiques : Histoire des Juifs de Perse et de Provence (1972), des Juifs de Rome (4 volets, 1973-74), des Juifs d'Alsace (6 volets, 1983-84)  Voir notamment ''Télérama'' du 29 mai 1983, p. 66 ; du 30 octobre 1983, p. 56 ; du 29 avril 1984, p. 60.  de Marseille  ''Télérama'' 22 janvier 1984, p. 58 et de Lyon (1984)  ''Télérama'' 18 mars 84, p. 58 , des Juifs du Kurdistan (3 volets, 1983-84), des Juifs de France face à la Révolution française (2 volets 1989) ; présentation d'institutions telles que le CDJC à Paris (1984), le Keren Kayemeth (KKL,1988), Yad Vachem (1990), le Maguen David Adom (1996), le Musée d'Art juif de la rue des Saules à Paris (1998). Dans le cadre de À Bible ouverte, elle a été l'interlocutrice de Josy Eisenberg dans 43 émissions de commentaires sur Le Cantique des Cantiques (1987-88) et 9 sur les femmes dans la Bible (1990)
À la radio, elle a fait partie depuis 1973 de la section française de la radio nationale israélienne Kol Israel. Speakerine et reporter, elle a couvert notamment la guerre de Kippour (1973), la visite de Sadate à Jérusalem (1979). Réalisatrice, elle a conçu et présenté de nombreuses séries, par exemple sur l'histoire de Jérusalem, sur les chansons de poètes et sur la langue hébraïque dans l'actualité. Elle a tenu une rubrique hebdomadaire de théâtre, cinéma et ballet ; elle a interviewé écrivains et artistes. Lors de la guerre du Golfe en 1990, elle est devenue correspondante et interprète pour RCJ - Radio de la Communauté Juive, média parisien du FSJU. Voir : Nicole Benattar : "Les francophones qui comptent : Francine Kaufmann" dans ''Israël Magazine'', édition internationale, n° 70, décembre 2006, pp.66-67. Elle a couvert notamment le processus de paix, les attentats en Israël, l'assassinat de Yitzhak Rabin, diverses soirées électorales (en direct), et assuré une revue  hebdomadaire de la presse israélienne.

### Scénariste
Elle a proposé à la télévision israélienne, un film sur le philosophe juif français André Neher : " Être juif " (Liyiote Yehoudi). Elle en a écrit le scénario en hébreu, a réalisé les interviews et une partie du montage, aux côtés du réalisateur 'Haïm Shiran. Ce film, diffusé en 1978 puis en 1980 en noir et blanc, sur l'unique chaîne de télévision de l'époque, a été par la suite sous-titré en français pour être diffusé en France par La Source de vie.
Avec le réalisateur Emmanuel Chouraqui, elle a co-écrit le scénario du film "André Chouraqui, l'écriture des écritures", diffusé en 2015, dans lequel elle réalise une partie des interviews et témoigne elle-même. (90 minutes, éditions Beamlight).
Elle est aussi l'auteur des scénarios des films qu'elle a réalisés pour La Source de vie, ainsi que pour des institutions telle que l'Organisation sioniste mondiale (unité médias de Kiriate Moria, à Jérusalem). Par exemple, des documentaires sur le journaliste André Scemama, sur le peintre 'Haïm Amouyal, sur l'écrivain Claude Vigée ; entretiens avec le rabbin Léon Askénazi - dit Manitou, avec le philosophe André Neher etc. .

### Sous-titreuse de films
Outre de nombreux documentaires d'entreprises, d'associations ou d'institutions, Francine Kaufmann a traduit quelques longs métrages (et enseigné le sous-titrage dans un module de son cours de traduction écrite hébreu-français à l'université Bar-Ilan, dès 1975).
- 'Haïm Shiran, Lior, film sur le fils tué au combat du poète Nathan Yonathan. D'abord diffusé à la télévision isréélienne, le film - qui contient de nombreux poèmes - est sous-titré en français par Francine Kaufmann pour sonpassage sur TF1 en octobre 1976.
- Mira Recanati, Mille petits baisers, long métrage sous-titré en avril 1981 pour le Festival de Cannes dans la série : "Un certain regard".
- Haïm Shiran, La statue de Sel, long métrage d'après  le roman d'Albert Memmi diffusé en 1968 à la Télévision éducative en Israël. Premier prix au Festival de Munich, il est diffusé par la suite sur FR 3, avec les sous-titres français de F.K., réalisés en mai 1981.
- Haïm Shiran, Hommage à David, long métrage sur la vie romancée du poète liturgique marocain, rabbi David 'Hassine. (Le script, traduit en septembre 1985, comprend des prières et des poèmes liturgiques).
- Yaakov Assal, Les Juifs de France, Documentaire de la télévision israélienne produit par Esther Sofer dans la série  "Sur les rives des fleuves du monde" (Al neharoth tével). Traduction des commentaires et des dialogues en voice-over.
- Julie Schless, Sandjin ; pitarone diyour zemani, « Saint Jean ; Solution provisoire de logement », documentaire de 52 minutes primé au Festival de Jérusalem de juillet 1993. Diffusé le 28 juin 1995 après avoir été intitulé par ARTE : "Etranger dans son propre pays". Sous-titrage et traduction des dialogues en voice-over". [[ Sur ce travail, voir l'article de Francine Kaufmann : "Un exemple d'effet pervers de l'uniformisation linguistique dans la traduction d'un documentaire : de l'hébreu des immigrants de « Saint-Jean » au français normatif d'ARTE", sur https://www.erudit.org/fr/revues/meta/2004-v49-n1-meta733/009030ar/]]

### Interprète
Francine Kaufmann est Interprète de conférence depuis 1977 (membre A.I.I.C.), interprète diplomatique et interprète pour les médias.
Parmi ses prestations diplomatiques les plus marquantes : Visite du Président Sadate à Jérusalem (nov. 1977), visites d’État en Israël des présidents de la République française, François Mitterrand (mars 1982 et nov. 1992), et Jacques Chirac (oct. 1997). En France, visites d’État des Présidents de l’État d’Israël Moshé Katsav (février 2004), et Shimon Peres (mars 2008) ; visites officielles des Premiers ministres israéliens Its’hak Rabin (juillet 93, juin 95) et Binyamine Netanyaou (sept. 96 et juillet 2017) et des ministres des Affaires étrangères David Lévy (sept. 96), Ariel Sharon (janv. 99), et Sylvain Shalom (février 2005), des ministres de la Défense Yits’hak Morde’haï (juin 97, mars 98), Binyamine Ben Eliezer (juin 2001). Shaoul Mofaz (2004, 2005). Conférence de Madrid sur le Proche-Orient (nov. 1991), deuxième conférence euro-méditerranéenne des ministres des affaires étrangères (Malte 1997), 52ème et 54ème Assemblée générale des Nations-Unies (New-York, sept. 97 et sept. 99), etc.
Dans les films de Claude Lanzmann, elle est l’interprète d’hébreu en français dans Shoah (1985), et dans Sobibor (2001). Interprète de Rabbins (à Paris : Adin Steinsaltz à plusieurs reprises, Rav Lau au Palais des Congrès ; Rabbanite Esther Jungreis plusieurs années consécutives, à Paris, Lyon et Marseille Voir notamment : https://www.consistoire.org/event/la-victoire-conference-de-la-rabbanite-esther-jungreis/  etc.), et d'écrivains, elle a notamment accompagné des écrivains israéliens en France, dont David Grossman (mai 1995 et 96), Batya Gur et Ida Fink, Amir Gutfreund, et Eshkol Nevo, a été interprète en consécutive lors du Salon du livre de Paris, dont Israël était l'invité d'honneur (14-19 mars 2008). Elle a interprété dans de nombreux festivals de cinéma, de danse, de littérature et de poésie, en France et en Israël, et a interviewé et traduit en consécutive, de nombreuses rencontres pour le Centre français Romain Gary de Jérusalem : David Grosman (2012 et 2022), Aharon Appelfeld (2013 ), Zeruya Chalev (2015) et Abraham Yehochoua (2019). 

### Traductologue
Historienne de la traduction, Francine Kaufmann a développé une sous-discipline en Traductologie : l'approche juive de la traduction et de l'interprétation, sujet d'un séminaire de maîtrise qu'elle proposait à l'université Bar-Ilan. Elle a écrit de nombreux articles dans des numéros thématiques de revues sur la traduction sacrée et la traduction biblique, sur l'influence de la mystique juive sur le texte fondateur de Walter Benjamin : "La tâche du traducteur", sur la Septante vue par le Talmud, sur des traducteurs en français de la Bible hébraïque tels Samuel Cohen, Frédéric Lévy, Lazare Wogue, Alexandre Weill, La Bible du Rabbinat, Edmond Fleg, André Chouraqui etc. Elle a notamment collaboré à un ouvrage collectif sur Les traducteurs dans l’histoire (Unesco, Université d’Ottawa et John Benjamins) en 1995. Elle a dirigé un numéro spécial de la revue META 43:1 (Université de Montréal) sur "La traduction et l’interprétation en Israël" en 1998 et rédigé les chapitres « Traduction juive des textes sacrés » dans une série d’ouvrages collectifs publiés chez Verdier sur " L'Histoire de la traduction littéraire en France " : HTLF : XIXe siècle – 2012, XVIIe-XVIIIe siècle – 2014, et XXe siècle – 2019) ,. Elle a rédigé plusieurs entrées sur des traducteurs juifs français de la Bible hébraïque dans l'Encyclopédie sur " La Bible et sa réception ", publiée chez De Gruyters , ainsi que l'article "Tradition juive" dans l'Encyclopédie Routledge de l'interprétation, où elle décrit la fonction des interprètes juifs de l'Antiquité, les Metourguemanim [Voir aussi Francine Kaufmann,« Contribution à l’histoire de l’interprétation consécutive : le metourguemane dans les synagogues de l’Antiquité », in META, vol. 50 (3), août 2005, « Le prisme de l’histoire », sous la direction de Georges Bastin, pp.972-986]. Elle a conçu et dirigé un dossier sur "L’Histoire de la traduction juive" dans la revue Tsafon .
De par sa connaissance des médias et sa pratique occasionnelle du sous-titrage et de la traduction de dialogues en voice-over, Francine Kaufmann a également analysé, sous l'angle traductologique, la traduction audiovisuelle (TAV), notamment dans les documentaires. Elle a en outre publié quelques articles sur la fonction de l'interprète et du multilinguisme dans le film Shoah de Claude Lanzmann.

## Œuvres
Chercheur, elle a publié plus de 130 articles et chapitres universitaires et les livres suivants :
- Oui...j'aime Jérusalem, (Texte et anthologie). N° 10 de la série : "Oui", Publications de l'OSM (Organisation sioniste mondiale), 58 pp, Jérusalem, 1977. (Version espagnole : Si...yo amo a Jerusalem, OSM, 58 pp, Jérusalem, 1978.
- Le Chant Ininterrompu - Anthologie de la poésie d’Israël, Traduction et présentation de 170 poèmes, 164 pp, Jérusalem, 1984. Publications de l'OSM, l’Organisation sioniste mondiale.
- Pour relire Le dernier des Justes. Réflexions sur la Shoah. Librairie des Méridiens-Klincksieck, Paris, 1986; 2e édition 1987.

En littérature, elle est une spécialiste reconnue de l’œuvre d'André Schwarz-Bart [[ Raymond Bach, « André Schwarz-Bart's "Le Dernier des Justes": A Dangerous Text? » Symposium: A Quarterly Journal in Modern Literatures: Vol. 50, No. 3,  Fall 1996, pp. 164-176. "Francine Kaufman's Pour relire "Le dernier des Justes": Réflexions sur la 'Shoa' contains both an account of "l'affaire Schwarz-Bart" and what is by far the most extensive and insightful discussion of the novel's relation to Jewish doctrine, Stanley Brodwin, in a more recent article, also examines the novel through the lens of theology (although his apparent lack of knowledge of Kaufman's work makes his comments a bit dated", p.175, note 1.]], mais aussi d'André Neher, d'André Chouraqui, de Claude Vigée et de Benjamin Fondane. En plus de ses essais, elle a réalisé deux expositions (sur Chouraqui et Schwarz-Bart) et des films ou séquences de films les concernant.
Membre de l’Association des écrivains israéliens d’expression française, et contributrice régulière de leur revue Continuum, elle est aussi poète, et quelques uns de ses textes sont publiés dans des anthologies et des revues. Certains ont été traduits en anglais et en hébreu. L'un de ses poèmes, "Jérusalem", figure dans l’anthologie de Pierre Haïat : "Anthologie de la poésie juive", éd. Mazarine, Paris 1985, p. 290, ainsi que dans le spectacle de poésie juive d'Ève Griliquez et Jacques Grober : "Et jamais le chant ne s'est tu, expressions juives" (tournées en France 1990-91) puis dans le spectacle d'Ève Griliquez et Franklin Attali : "Identités, poèmes et chants juifs francophones".
Jérusalem
Jérusalem, ma ville au nom de femme,

Un soir de pluie, tu as volé mon âme...

Je suivais une rue bleutée de fleurs,

Cruellement, tu m'as mordue au cœur.

Moi la Française, qui me croyais encore

Riche d'Hugo, de Verlaine et Paul Fort,

Moi qui vibrais au seul nom de Paris,

Qui ne jurais que par l'île Saint-Louis,

Moi la rieuse, qui courais à l'école

Pour y jouer, rue du Colonel Moll,

A la marelle, aux billes, au chat perché,

Pour y danser la rose ou le laurier,

Pour y chanter à la claire fontaine,

Le roi Renaud passant par la Lorraine,

Trois jeunes tambours sur le pont d'Avignon,

La mère Michel et l'âne de Marion...

Jérusalem, ma ville au nom de femme,

Tes murs suintent de prières et de larmes.

Tu m'as saisie à la gorge et je vibre

De me sentir si sereine et si libre.

Une très ancienne ivresse en moi affleure

Et je me sens si juive que j'en ai peur.

Ma taille se cambre sous un rythme oublié

Que chante au loin une enfant de Judée.

Et je voudrais hurler que tu es belle,

Que tu es mienne, que je suis ta fidèle.

J'irai demain déposer ma prière

Brûlante encore, sous ton mur de pierre.

Tu me diras: "Fille de Jérusalem,

Depuis longtemps, j'attends que tu reviennes".

Je sourirai. Tu sauras que je t'aime.

Et loin en moi grelottera la Seine...
Francine Kaufmann, Paris, 15 janvier 1969

### Traduction
- Claude Lanzmann. Sobibor : 14 octobre 1943, 16 heures. Postface Arnaud Desplechin. Traduit de l'hébreu par Francine Kaufmann[30].
- Adin Steinsaltz. Les Cinq Méguiloth. Traduit de l'hébreu par Francine Kaufmann, illustrées par Jacky Itzhak Tordjman, éditions ERF, Paris 1990.